# Veritas Communications
A Veritas Communications é uma empresa pertencente à Conferência de Bispos Católicos Irlandeses, que é editora e varejista de livros e materiais religiosos. A Veritas possui vários pontos de venda na cidade de Dublin, Blanchardstown, Cork, Sligo e Derry. A Veritas Publications publica a revista católica Intercom. A Veritas vende livros, revistas, CDs. DVDs, cartões, velas e outros itens de natureza religiosa.
A Veritas publica e distribui livros didáticos usados em escolas primárias, como as séries Alive-O e Grow in Love e escolas secundárias na Irlanda. A Veritas publica seus livros no Reino Unido sob o nome Lindisfarne Books.
A Veritas publica Intercom, uma revista de recursos litúrgicos e pastorais para o clero que sai 10 vezes por ano.

## História
Veritas tem suas origens na Catholic Truth Society of Ireland, fundada em 1899 no modelo da English Catholic Truth Society. Ela abriu sua primeira loja na Lower Abbey Street, Dublin, em 1928, e a Veritas Company foi fundada. No final dos anos 1960, a Veritas enfrentou sérios problemas financeiros, resultando em uma fusão em 1969 da Catholic Truth Society e do Communications Centre em Booterstown, Dublin (que foi fundado em 1967) para formar o Catholic Communications Institute of Ireland sob a liderança do Padre Joe Dunn. Padre Dunn é creditado por colocar a operação de publicação, renomeada como Veritas Communications e frequentemente chamada de Veritas Publications, de forma lucrativa. O Catholic Communications Institute opera tanto a Veritas Publishing quanto a revista Intercom, ambas criadas em 1969.
A Veritas já atuou como uma agência de viagens, organizando viagens a locais religiosos, como Knock, Lourdes, Fátima, etc. 

## Pessoas associadas à Veritas
Várias pessoas da mídia irlandesa estiveram envolvidas em organizações e iniciativas da Veritas e da Catholic Communications ao longo dos anos, como o broadcaster Bunny Carr, Tom Savage e o jornalista da Irish Press e editor do Sunday Press, Vincent Jennings, que atuou como presidente do empresa de 1987 a 1992. O atual presidente da Veritas é o Dr. Brendan Leahy bispo de Limerick, e o diretor é Aidan Chester, que em 2016 sucedeu Maura Hyland, que era diretora desde 2000.